# Limbă liturgică
Limba liturgică e o limbă folosită în cult. Printre limbile liturgice care au fost folosite în mai multe țări se numără aramaica, greaca, latina, siriaca, armeana, georgiana, paleoslava, ebraica și araba.